# Список керівників держав 1454 року
Список керівників держав 1454 року — це перелік правителів країн світу 1454 року.
Список керівників держав 1453 року — 1454 рік — Список керівників держав 1455 року — Список керівників держав за роками

## Європа
- Англія
  - Король Англії — Генріх VI (1422—1461)
- Балканський півострів
  - Айнос — Паламеде Гаттілузіо (1409—1455)
  - Герцогство Архіпелагу — Гульєльмо II (1453—1463)
  - Афінське герцогство — Франческо I Аччаюолі (1451—1454); Франческо II Аччаюолі (1454—1456)
  - Дукаджині (князівство) — Лека Дукаджині (1436—1481)
  - Боснійське королівство — король Стефан Томаш (1443—1461)
  - Епірський деспотат — Леонардо III Токко (1448—1479)
  - Зета (держава) — Джурадж Бранкович (1427—1456)
  - Пфальцграфство Кефалонії та Закінфу — Леонардо III (1448—1479)
  - Кіпрське королівство — Іоанн II (1432—1458)
  - Крк (князівство)
  - Князівство Кастріоті — Скандербег (1451—1468)
  - Лесбос — архонт Доріно I Гаттілузіо (1428—1455)
  - Морейський деспотат — Фома Палеолог (1449—1460)
  - Герцогство Святого Сави — правитель Стефан Вукчич Косача (1435—1466)
  - Сербський деспотат — Джурадж Бранкович (1427—1456)
- Балтія
  - Велике князівство Литовське — Казимир IV Ягеллончик (1440—1492)
  - Дерптське єпископство — Варфоломей Завієрве (1441—1459)
  - Езель-Вікське єпископство — Йоганн II Крюель (1439—1454); Людольф Грове (1454—1458)
  - Курляндське єпископство — Йоганн ІІІ Тіргарт (1425—1456)
  - Лівонський орден — ландмейстер — Йоганн фон Менгден (1450—1469)
  - Ризьке архієпископство — Сільвестр Стодевешер (1448—1479)
  - Держава Тевтонського ордену — великий магістр Людвіг фон Ерліхсгаузен (1450—1467)
- Білорусь
  - Кобринське князівство — Семен Романович (1416—1455)
- Князь Новгородський — Олександр Васильович Чорторийський (1446/1447-1455)
- Трапезундська імперія — Іоанн IV (1429—1459)
- Ірландія
  - Айргіалла — Фейдлімід мак Бріайн (1453—1466)
  - Десмонд — Домналл ан Дана Мак Карті (1428—1469)
  - Тір Еогайн — Еоган мак Нейлл Ог (1432—1455)
  - Томонд — король Тойрделбах Боґ О'Бріан (1450? — 1459)
- Італія
  - Венеційська республіка — дож Франческо Фоскарі (1423—1457)
  - Графство Гвасталла — Крістофоро I Тореллі і П'єтро Гвідо I Тореллі (1449—1456)
  - Мантуанське герцогство — маркіз Лудовіко III Гонзага (1444—1478)
  - Міланське герцогство — Франческо Сфорца (1450—1466)
  - Мірандола (герцогство) (Ducato della Mirandola) — Франческо III Піко делла Мірандола (самостійно; 1451—1458)
  - Герцогство Модени і Реджо — Борсо д'Есте (1452—1471)
  - Маркграфство Монферрат — Джованні IV (1445—1464)
  - Неаполітанське королівство — Альфонсо V (1442—1458)
  - Салуццо (маркграфство) — Лодовіко I (1416—1475)
  - Сардинське королівство — Альфонсо V (1416—1458)
  - Королівство Сицилія — Альфонсо V (1416—1458)
  - Сора (герцогство) — Нікола Кантельмо (1443—1454); П'єрджампаоло Кантельмо (1454—1463)
  - Князівство Таранто — Джованні Антоніо Орсіні дель Бальцо (1420—1463)
  - Принц-єпископство Тренто — Георг Хак фон Темесвальд (1446—1465)
  - Урбіно (герцогство) — Федеріко да Монтефельтро (1444—1482)
  - Феррарська сеньйорія — Борсо д'Есте (1450—1471)
  - Маркграфство Фінале — Джованні I дель Карретто (1450—1468)
- Кавказ
  - Грузинське царство — Георгій VIII (1446—1466)
  - Абхазьке князівство — Рабія Шервашидзе (1451—1465)
  - Гурійське князівство — Маміа II Гурієлі (1450—1469)
  - Самцхе-Саатабаго — Кваркваре II Джакелі (1452—1498)
    - Арагві (еріставство) — Нугзар I (1440—1465)
- Німеччина
  - Герцогство Австрія — Сигізмунд (1439—1490)
  - Князівство Ангальт — Ангальт-Бернбург — Бернгард VI (1420—1468); Ангальт-Цербст (князівство) — Георг I (1423? — 1474); Ангальт-Дессау — Георг I (1417—1474; з двома братами); Ангальт-Кетен — Адольф I (1423—1473)
  - Ансбах (князівство) — Альбрехт III Ахілл (1440—1486)
  - Баварсько-Мюнхенське герцогство — Альбрехт III (1441—1460)
  - Баденське маркграфство — Якоб I (1431—1453/1454); Карл I (1454—1475)
  - Байройт (князівство) — Альбрехт III Ахілл (1440—1486)
  - Берг (герцогство) — Герхард II (1437—1475)
  - Берхтесгаден (пробство) — Бернхард ІІІ Лейпрехтінґер (1446—1473)
  - Маркграфство Бранденбург — курфюрст Фрідріх II (1440—1470)
  - Герцогство Брауншвейг-Люнебург — Фрідріх ІІ (1446—1457)
  - Принц-єпископство Бріксен — Микола Кузанський (1450—1464)
  - Вадуц (графство) — Вольфгарт I (1416—1456)
  - Графство Вюртемберг — граф — розділено до 1459
  - Вюрцбург (принц-єпископство) — Готфрід I фон Лімпург (1443—1455)
  - Гессен (ландграфство) — Людвіг I (1413—1458)
  - Геттінген (князівство) — Оттон II (1394—1463)
  - Принц-єпископство Гільдесгайм — Бернгард II (1452? — 1457)
  - Гольштейн-Піннеберг — Отто II (1426—1464)
  - Гоя (графство) (Grafschaft Hoya) — Гойя-Гойя — Отто VII (1451—1497); Гойя-Ніенбург — Йоганн V (1426—1466)
  - Архієпископ Зальцбургу — Фрідріх Трухсес фон Еммерберг (1441—1452); Зиґмунд фон Фолькерсдорф (1452—1461)
  - Зіммерн-Цвайбрюккен — пфальцграф Стефан (1410—1459)
  - Каммін (єпископство) — Хеннінг (1446—1469)
  - Герцогство Каринтія — Фрідріх III (1424—1493)
  - Кельнське курфюрство — Дітріх II фон Мерс (1414—1463)
  - Кенігсегг (Königsegg) — Марквард (? — 1470)
  - Клеве (герцогство) — Йоганн I (1448—1481)
  - Констанц (князівство-єпископство) — Генріх IV фон Хевен (1436—1462)
  - Курпфальц — Фрідріх I (1449/1451-1476)
  - Ландсгут-Баварське герцогство — Людвіг IX (1450—1479)
  - Ліппе-Детмольд — Бернард VII (1429—1511)
  - Любекське князівство-єпископство — Арнольд Вестфаль (1449/1450-1466)
  - Архієпископ Майнца Дітріх Шенк фон Ербах (1434—1459)
  - Марк (графство) — Йоганн I (1448—1481)
  - Мекленбург-Шверін — Генріх IV (1422—1477)
  - Мекленбург-Штаргард — Генріх Худий (1423—1466)
  - Нассау-Саарбрюккен — граф Йоганн II (1429—1472)
  - Графство Ольденбург — Герхард (1448—1482)
  - Падерборнське князівство-єпископство — Дітріх III фон Моєрс (1415—1463)
  - Герцогство Померанія — Слупське князівство — Ерік Померанський (1446—1459); князь Поморсько-Вольгастський Вартислав ІХ (1405—1451; самостійно — 1451—1457)
  - Равенсберг (графство) — Герхард VII (1437? — 1475)
  - графство Рітберг — Конрад V (1428—1472)
  - Саксен-Лауенбург — Бернгард II (1435—1463)
  - граф Тиролю — Сигізмунд (1439—1490)
  - Фельденц (графство) — Стефан (1444? — 1459)
  - Хахберг-Заузенберг — Рудольф IV (1441—1487)
  - Герцогство Штирія — Фрідріх III (1424—1493)
  - Юліх-Берг — герцог Герхард VII (1437? — 1475)
- Піренейський півострів
  - Королівство Арагон — Альфонсо V (1416—1458)
  - Королівство Португалія — король Афонсу V (1438—1481)
  - Королівство Наварра — Карл IV (1441—1461)
  - Гранадський емірат — Мухаммад XI (1453—1454); Саїд аль-Мустаїн (1454—1462)
- Польща — Казимир IV Ягеллончик (1447—1492)
  - Бжезьке князівство — Микола I Опольський (1450—1476)
  - Варшавське князівство (середньовічне) — Болеслав IV Варшавський (1429—1454); Конрад III Рудий з 3 братами (1454—1471)
  - Глоговецько-Прудницьке князівство — Болько V Гусита (1420—1460)
  - Глубчицьке князівство — Ян III Благочестивий (1445/1449 — 1482/1485)
  - Герцогство Заган — володіння 4 братів — до 1472
  - Заторське князівство — Вацлав I Заторський (1445—1468)
  - Зембицьке князівство — Ернест Опавський (1452—1456)
  - Козленське князівство — Конрад IX Чорний (1450—1471)
  - Любінське князівство — Генрік IX Глогувський (1446—1467)
  - Немодлінське князівство — Болько V Гусита (1450—1460)
  - Олесницьке князівство — Конрад X Білий (з братом; 1450—1471)
  - Опавське князівство — Фрідріх Опавський і 2 брати (1452? — 1456)
  - Освенцімське князівство — Ян IV Освенцімський (самостійно; 1445—1456)
  - Сцинавське князівство — володіння 2 братів — до 1460
  - Легницьке князівство — Фрідріх I Легницький (1454—1488)
  - Опольське князівство — Микола I Опольський (1437—1476)
  - Померанія-Щецін — Оттон III (1451—1464)
  - Тешинське герцогство — Вацлав I Цешинський (самостійно; 1442—1468)
  - Тошецьке князівство — Пшемислав Тошецький (1445—1484)
  - Севезьке князівство — Збігнев Олесницький (1442—1455)
  - Хойнувське князівство — Фрідріх I Легницький (1453—1488)
  - Черське князівство — Болеслав IV Варшавський (1429—1454); Конрад III Рудий з 3 братами (1454—1471)
- Білозерське князівство — Михайло Андрійович (1432–1485)
- Касимовське ханство — Касим (1452—1469)
- Велике князівство Московське — Василь II Темний (1425—1462)
- Велике князівство Пермське — Михайло (1451—1481)
- Ростовське князівство — Володимир Андрійович та Іван Іванович Довгий (1437? — 1474)
- Велике князівство Рязанське — Іван Федорович (1429? — 1457)
- Стародубське князівство (Північно-Східна Русь) — Володимир Федорович (кінець 40-х рр. XV ст. — кінець 50-х рр. XV ст.)
- Велике князівство Тверське — Борис Олександрович (1425—1461)
- Углицьке князівство — князь-московський намісник Андрій Васильович Большой (Горяй) (1462—1492)
- Казанське ханство — Махмуд (1445—1465)
- Холмське князівство (уділ Тверського) — Дмитро Юрійович (1410—1454/1456)
- Ярославське князівство — Олександр Федорович Брюхатий (1434—1463)
- Румунія; Молдова
  - Волощина — господар Владислав II Дан (1448—1456)
  - Молдавське князівство — Олександр II (1452—1454); Петро Арон (1454/1455-1458)
- Скандинавія
  - король Данії — Кристіан I (1448—1481)
  - Король Норвегії Кристіан I (1450—1481)
  - Швеція — Карл VIII Кнутсон (1448—1457)
- Угорське князівство — король Владислав Посмертний (1444—1457)
- Україна —
  - Намісник Київський — Олелько Володимирович (1443—1454); Семен Олелькович (1454—1470)
  - Белзьке князівство — Владислав I Плоцький (1442—1455)
  - Дубровицьке князівство — Гольшанський Юрій Семенович (1430—1440; 1440—1457)
  - Сіверське князівство — Іван Дмитрович Шем'якін (1454 — після 1471)
  - Кримське ханство — Хаджі I Ґерай (1441—1456)
  - Список консулів Генуезької Ґазарії — Деметріо де Вівальді (1453—1455)
  - Феодоро — Олексій II (1446—1458)
- Королівство Франція — Карл VII Звитяжний (1422—1461)
  - пфальцграф Бургундії — Філіпп III (1419—1467)
  - Герцогство Бар — Рене I Анжуйський (1430—1480)
  - Брабант (герцогство) — Філіпп III (1430—1467)
  - Графство Булонь — Бертран V де Ла Тур-д'Овернь (1437—1461)
  - Бретонське герцогство — П'єр II (1450—1457)
  - Бурбон (герцогство) — Карл I (1434—1456)
  - Гельдерн (графство) — Арнольд Егмонт (1423—1465)
  - Голландія — Філіпп III (1433—1467)
  - Ено (графство) — Філіпп III (1432—1467)
  - Графство Ла Марш — Елеонора (1435—1463)
  - Люксембург (герцогство) — Філіпп III (1451—1467)
  - Льєзьке єпископство — Йоганн VIII фон Гайнсберг (1419—1455)
  - Мен (графство) — Карл IV дю Мен (1434—1472)
  - Монбельяр (графство) — Людвіг V (1450—1457)
  - Монако — Каталан (1427? — 1457)
  - Оранж (князівство) — Луї II де Шалон-Арле (1417—1463)
  - Савойське герцогство — Людовик I (1434—1465)
  - Фландрія — Філіпп II (1419—1467)
  - Графство Фуа — Гастон IV де Фуа (1436—1472)
- Король Богемії (Чехія) — Альбрехт II (1437—1439)
  - Крновське князівство — Ян IV Крновський (1452—1474)
- Шотландія
  - Король Шотландії — Яків II (1437—1460)
- Святий Престол; Папська держава — папа римський — Миколай V (1447—1455)
- Вселенський патріарх — Геннадій Схоларій (1454—1456)

## Азія
- Трапезундська імперія — Іоанн IV (1429—1459)
- Близький Схід
  - Мамелюцький султанат — Інал аль-Ашраф (1453—1461)
  - Алайє (бейлик) (Alâiye Beyliği) — Лютфі (1446? — 1455)
  - Дулкадір (бейлик) — Сулейман-бей Дулкадірід (1442—1454); Мелік Арслан-бей (1454—1465)
  - Кандар (династія) — Кемаледдін Ісмаїл Бей (1443—1461)
  - Рамазаногуллари — Дюндар (1439? — до 1457)
  - Караманіди — Тадж ед-Дін Ібрагім (1424—1463)
  - Османська імперія — Мехмед II Фатіх (1451—1481)
  - Джабридський емірат — Заміл ібн Хусейн (1417—1463)
  - Шаріфат Мекки — Баракат I (1425? — 1455)
  - Емірат Хасанкейф (Emirate of Hasankeyf) — аль-Малік Ахмад (1452—1455)
- Персія; Середня Азія
  - Ак-Коюнлу — Алі ібн Кара-Осман (1435—1458)
  - Кара-Коюнлу — Джаханшах (1436? — 1467)
  - Держава Ширваншахів — Халілулла I (1417—1465)
  - володар Кабула, Кандагару, Газні, Балху і Тохаристану Абул-Касім Бабур (1452—1457)
  - Ханство Абулхаїра — Абулхайр-хан (1428—1469)
- Расуліди — аль-Малік аль-Музаффар Юсуф II і 2 брати (1441—1454). Зникнення. Тахіриди (Ємен) — аль-Малік аз-Зафір Салах ад-Дін Амір I ібн Тахір (1454—1460)
- Індія і Шрі-Ланка
  - Ахом — Сусенфаа (1439—1488)
  - Бахмані — Ахмад-шах II Бахмані (1436—1458)
  - Бенгальський султанат — Насір ад-дін Махмуд-шах (1435/1436-1459)
  - Віджаянагарська імперія — Маллікарджуна (1446/1452-1465)
  - Гаджапатське царство — Капілендра Дева (1434—1467)
  - Гархвал (держава) — Сахадж Пал (1437—1473)
  - Гуджаратський султанат — Ахмед-шах II (1451—1458)
  - Делійський султанат — Бахлул Хан Лоді (1451—1489)
  - Джайпур (князівство) — Чандрасена (1453—1502)
  - Джайсалмер (князівство) — Чачак Део Сінгх II (1448—1457)
  - Джаунпурський султанат — Махмуд-шах Шаркі (1440—1458)
  - Джодхпур (князівство) — Джодха (1438?—1489)
  - Кашмірський султанат — Зайн аль-Абідін (1420—1470)
  - Майсур (князівство) — Чамараджа Водеяр I (1423—1459)
  - Малавський султанат — Махмуд Шах I (1436—1469)
  - Династія Малла — Джаяякш'ямалла (1428—1482)
  - Мевар (князівство) — Кумбха (1433—1468)
  - Мустанг (королівство) — Амгон Ценпо (1440—1470)
  - Хандеський султанат — Міран Мубарак-хан (1441—1457)
  - Джафна (держава) — Бхуванікабаху VI (1450—1467)
  - Котте (королівство) — Паракрамабаху VI (1412—1467)
  - Династія Самма — Джам Санджар (1453—1461)
- Індонезія; Південно-Східна Азія
  - Аюттхая (королівство) — Боромотрайлоканат (1448—1488)
  - Брунейська імперія — Сулейман (1432—1485)
  - Гантаваді — Лейк Мунгто (1453—1454); Шінсобу (1454—1471)
  - Династія Ле — Ле Нян-тонг (1442—1459)
  - Ланна (держава) — Тілокарат (1441—1487)
  - Лансанг — Кхам Кеут (1436—1468)
  - Пагаруюнг — Панджанг Рамбут (1440—1470)
  - Маджапагіт — Бравіджайя II (1451—1453/1456)
  - Муанг Мао — Тобокбва (1450—1461)
  - Могн'їн (князівство) — Хсо Бу Хпа (1451—1461)
  - Ава (М'янма) — Нарапаті I (1442—1468)
  - Малаккський султанат — Музаффар Шах — 1445–1459
  - М'яу-У — Мінхаї (1433—1459)
  - Чампа — до 1471 дані непевні
  - Сунда — Ніскала Васту Канчана (Niskala Wastu Kancana; між 1371 і 1475)
  - Кедах (султанат) — Атаулла Мухаммад Шах I (1423—1473)
  - Пасай — Шалахуддін (1438—1462)
  - Султанат Сулу — Саїд Хашем Абубакр (1450—1480)
  - Тернатський султанат — султан Мархум (1432—1486)
  - Тідорський султанат — Джамалуддін (1450—1512)
- Кхмерська імперія — Понхеа Ят (1421—1463)
- Накхонситхаммарат (держава) — Шрі Махарача І (? — ?)
- Китай; Монголія
  - Золота Орда — Кічі-Мухаммед (1446—1459)
  - Тибет — десі (регент-володар) — Кюнга Лекпа (1448—1481)
  - Династія Мін — Чжу Ціюй (1449—1457)
  - Династія Північна Юань — Агбарджін-джінон (1453—1454); Есен-тайши (1454—1455)
- Окінава; Королівство Рюкю — Сьо Тайкю (1453—1460)
- Корея
  - Чосон — Танджон (1452—1455)
- Середня Азія і Сибір
  - Дербен-Ойрат — Есен-тайши (1438—1454); Амасанджі (1454—1455)
  - Мавераннахр — Султан Абу-Саїд (1451—1469)
  - Марашіян — Абд аль-Карім I (1452—1461)
  - Міхрабаніди — Нізам ад-Дін Ях'я (1438/1439-1480)
  - Ногайська орда — Хорезмі-бей (1447—1473)
  - Тюменське ханство — Абулхайр-хан (1429—1468) і Хаджа-Мухаммад-хан (1454/1456—1459)
- Японія — Імператор Ґо-Ханадзоно (1428—1464)

## Африка
- Адал — Мухаммад ібн Бадлай (1445—1472)
- Аллада (держава) — Де Нуфіон (1445—1458)
- Бамум (держава) — мфон Нгупу (1418—1461)
- Борну — Мухаммад III (1453—1458)
- Буганда — Кіггала (1435—1465)
- Варсангалі (султанат) — гараад Мохамуд II (1450—1479)
- Імперія Волоф — Н'Дайлен Мбей Лейті (1450—1465)
- Імператор Ефіопії — Зара Якоб (1434—1468)
- Заяніди — Абу Аббас Ахмад I (1431—1462)
- Кілва (султанат) — Ісмаїл ібн Хусейн (1442—1454); Сулейман (1454); Мухаммад ібн аль-Хусейн (1454—1455)
- Королівство Конго — Нкуву-а-Нтіну (1450—1470)
- Імперія Малі — Улі II (1440—1480/1481)
- Мариніди — Абд аль-Хакк II (1420—1465)
- Мономотапа — мвене-мутапа Н'янхехве Матопе (1450—1480)
- Нрі — Езе Нрі Омалонесо (1390—1464)
- Мамелюцький султанат — Інал аль-Ашраф (1453—1461)
- Хафсіди — Абу Умар Усман I (1435—1488)

## Південна Америка
- Інки — Інка Пачакутек (1438—1471)
- Тескоко (держава) — Несауалькойотль (1418—1472; з перервами)

## Північна Америка
- Маяпанська ліга — Кокоми; Ши-Ооль Коком (1441—1468)
- Імперія Пурепеча — Тангасуан І (1435—1455)
- Ацтекський потрійний союз — Монтесума I (1440—1469)
- Тлакопан — від 1440 до 1460 — невідомий
- Тлателолько — Куаутлатоуацін (1428—1460)
- Тутуль Шіу — Ах-Шупан (між 1441 і 1485)